# Ahogamiento seco
El ahogamiento seco es un término actualmente en desuso y desaconsejado por la comunidad médica para referirse a un tipo de ahogamiento, o inhabilitación de los pulmones de una persona para extraer oxígeno del aire, debido principalmente a:
- Parálisis muscular
- Herida por punción al torso (afectando la habilidad del diafragma de generar el movimiento respiratorio)
- Cambios en los tejidos absorbentes de oxígeno
- Persistencia de laringoespasmo cuando se es inmerso en líquido
- Exposición prolongada a un gas que no es propiamente tóxico, pero que reemplaza el oxígeno de los pulmones. (por ejemplo, el metano)
- Sobredosis de agua libre de solutos, lo cual lleva a la hiponatremia e hinchazón del cerebro
- Contener la respiración (apnea)

Esta persona puede efectivamente ahogarse sin ningún tipo de líquido.  En casos de ahogamiento seco en los que se sumergió la víctima, muy poco líquido es aspirado en los pulmones. El reflejo de laringoespasmo esencialmente provoca asfixia y edema pulmonar neurogénico.
El ahogamiento seco se puede producir clínicamente, o debido a enfermedad o accidente. Es también uno de los efectos de la tortura conocida como submarino.

## Situación médica
El concepto de ahogamiento seco actualmente está considerado en desuso e incorrecto. En 2005 la Organización Mundial de la Salud (OMS) estableció una única terminología para el ahogamiento, que comprende estos términos: "ahogamiento fatal", "ahogamiento no fatal" y "rescate". Los términos "ahogamiento seco", "ahogamiento húmedo", "ahogamiento secundario" y "casi ahogamiento" están desaconsejados y no existen en la actualidad como diagnóstico médico.

## Fisiopatología
En la respiración normal, el diafragma se contrae, ocasionando que los pulmones se expandan (los pulmones se encuentran sobre el diafragma). Esta expansión aspira aire dentro de los pulmones mediante la generación de una presión negativa o vacío. El aire primero viaja a través de la rígida laringe y las vías respiratorias superiores antes de llenar los alvéolos en los pulmones.
Cuando el agua u otros cuerpos extraños son inhalados, ocurre un laringoespasmo y la laringe de la persona se cierra. Como resultado de ello, el vacío creado por el diafragma no puede ser llenado por la irrupción de aire en los pulmones, y persiste el vacío. En un intento de forzar el aire a través de la laringe, la persona puede respirar más profundo y con más esfuerzo, pero esto solamente aumenta la fuerza del vacío en el interior del pecho. La obstrucción al flujo de entrada de oxígeno causa hipoxia, y la obstrucción a la salida de dióxido de carbono causa acidosis, ambos con resultado de muerte.
Además, se produce una forma multifactorial de edema pulmonar. El corazón continúa latiendo normalmente durante este tiempo, y la sangre continúa circulando, por lo tanto el intercambio de  oxígeno pulmonar y gas dióxido de carbono se reduce notablemente. El volumen de sangre en la circulación pulmonar aumenta al absorber  más sangre del abdomen, la cabeza, los brazos y las piernas. Volúmenes anormalmente grandes de esta sangre entran en la circulación pulmonar a través de las vena cavas superiores e inferiores en respuesta al vacío parcial persistente. Desde la vena cava, el mayor volumen de sangre fluye a través de la aurícula derecha y el ventrículo derecho. El volumen de sangre es suficiente para estirar el ventrículo, similar al agua que entra en un globo.
El ventrículo responde a este aumento de volumen de sangre mediante la contracción y el bombeo con un aumento de fuerza, un fenómeno conocido como Ley de Frank-Starling. Al ser expulsado desde el ventrículo derecho, la sangre es forzada hacia la arteria pulmonar y luego a la circulación pulmonar.
En los pulmones, la naturaleza de los cambios de vascularización. Los vasos que transportan la sangre desoxigenada de las arterias pulmonares a los pulmones, los cuales se hacen lo suficientemente estrechos para que las células rojas de la sangre tengan que pasar en fila india. Las paredes de la vasculatura también llegan a ser extremadamente delgadas para permitir que el oxígeno entre en las células rojas de la sangre y el dióxido de carbono. En el caso de ahogamiento en seco, sin embargo, no hay oxígeno disponible en los pulmones; sólo hay un vacío parcial. Este vacío parcial extrae algo del fluido desde el sistema vascular y en los espacios aéreos de los pulmones, creando edema pulmonar, y el paciente se ahoga en sus propios fluidos.
Al mismo tiempo, el sistema nervioso simpático responde ante la emergencia de la laringe cerrada. Entre otras cosas, éste constriñe mucha de la vasculación del cuerpo. Esta constricción de los vasos aumenta la presión arterial contra la cual el ventrículo izquierdo debe bombear, y puede ocasionar suficiente contrapresión para crear una onda en sentido contrario a través del ventrículo izquierdo, en la aurícula izquierda y en la vasculatura pulmonar. Esta presión adicional en la sangre de los vasos sanguíneos de los pulmones exacerba el edema descrito anteriormente.
Además, las acciones del sistema nervioso simpático puede dañar la vasculatura de los pulmones, permitiendo que aún más fluidos pasen a los espacios reservados para el aire.

## Nombre equivocado en los medios
El ahogamiento seco fue puesto en la mira de los medios en junio de 2008 luego de la muerte de un niño de 10 años en Carolina del Sur varias horas después de nadar. En este caso, “ahogamiento seco” podría ser un nombre equivocado. El incidente descrito por la madre del niño relató un episodio de una fuerte apnea que podría indicar laringoespasmo y por lo tanto ahogamiento seco. Lo que sí queda claro es que la muerte de este niño envolvía los efectos tardíos de una herida en sus pulmones mientras estaba dentro de la piscina. Generalmente, el ahogamiento seco implica laringoespasmo y una hipoxia inmediata y la muerte. No un edema pulmonar retrasado. En teoría, es posible que las fuerzas inspiratorias negativas del diafragma contra las vías aéreas superiores que se encontraban cerradas por laringoespasmo pudiesen causar suficiente barotraumatismo para desatar un edema pulmonar debido a una herida alveolar. En este caso de barotraumatismo, el sobreviviente de ahogamiento seco pudo haber sufrido laringoespasmo, pero demasiado corto en duración como para causar la muerte, pero lo suficientemente largo como para causar edema pulmonar y la muerte varias horas después. Sin embargo, este fenómeno sería similar al edema pulmonar retrasado y a una víctima por ahogamiento, y por lo tanto casi imposible de distinguir. No está claro aún por qué los medios catalogaron la muerte del niño de 10 años como un caso de ahogamiento seco en vez de un caso de "ahogamiento secundario (a.k.a. ahogamiento húmedo)" o una herida por inmersión retrasada.